# 大内村 (大分県)
大内村（おおうちむら）は、大分県東国東郡にあった村。現在の杵築市の一部にあたる。

## 地理
高山川の河口部、東国東郡の最西端に位置していた。
- 海洋：守江湾[2]

## 歴史
- 1875年（明治8年） 国東郡菅尾村、篠原村、草場村、藤野川村、大内山村が合併し大内村が成立[2]。
- 1878年（明治11年）11月1日、国東郡の分割により東国東郡に所属[2]。
- 1889年（明治22年）4月1日、町村制の施行により、東国東郡大内村が単独で村制施行し、大内村が発足[1][2]。
- 1933年（昭和8年）4月1日、速見郡杵築町と合併し杵築町が存続して廃止された[1][2]。

## 産業
- 農業

## 交通

### 鉄道
- 1922年（大正11年）国東鉄道（のち大分交通国東線）開通し大内駅開設[2]。